# Lago Senever
Senevir (altri nomi - Synyevyr, Occhio marino) è il lago più grande dei Carpazi ucraini. Si trova nel distretto di Mizhhirya nell'oblast' della Transcarpazia, nella catena montuosa delle Gole interne. Fa parte del Parco naturale nazionale di Senevir.

## Descrizione
Il lago è considerato il luogo più interessante del Synevyr National Park ed è uno dei biglietti da visita dei Carpazi ucraini. Si trova ad un'altitudine di 989 metri sul livello del mare, ha una superficie media di 4-5 ettari, la sua profondità media è di 8-10 metri, massima - 22–24 m. A causa della notevole altezza sul livello del mare e di acque profonde paragonabili, anche nei giorni più caldi, solo gli 1-2 metri superiori del lago si riscaldano fino a una temperatura massima di 11-13 °C.

## Storia della formazione
Il lago si è formato a seguito di una grande frana causata da un terremoto circa 10.000 anni fa. Ad un'altitudine di 989 m, le rocce rocciose hanno iniziato a fluire su un flusso rapido, formando una diga e bloccando completamente la stretta valle. Il bacino risultante fu riempito con acqua proveniente da tre torrenti montani.

## Stato attuale
La flora e la fauna del lago e delle aree circostanti è piuttosto varia. Ci sono caprioli, cervi europei, orsi, linci, lupi, volpi, tassi ed ermellini. Il lago è popolato da trote. Nell'area costiera ci sono circa 90 specie di piante, elencate nel Libro rosso dell'Ucraina.
I paesaggi sono notevoli per la loro magnifica bellezza e imponenza. I ripidi pendii, coperti da sottili alberi di abete rosso, che hanno 140-160 anni, cadono direttamente sulla superficie dell'acqua. Nel mezzo del lago si trova una pupilla dell'occhio azzurro, una piccola isola a pochi metri. Da qui il nome popolare del lago l'occhio marino.
Le persone con la loro immaginazione creativa cercano di integrare la bellezza della natura. L'architetto Yuri Solomin ha progettato le piattaforme di osservazione nel paesaggio circostante. E sulla penisola si trova una scultura Sen e Ver (scultori Ivan Brody e Mikhail Sanich), scolpita in mogano, che poggia su una base di metallo dal basso. L'altezza del monumento è di 13 metri.

## Leggende locali
Secondo la leggenda, il pittoresco lago era formato dal flusso di lacrime della figlia del Conte Sen, nel punto in cui il suo amato, semplice pastore Ver, fu ucciso da una pietra a causa della sua povera discendenza.

## Galleria d'immagini

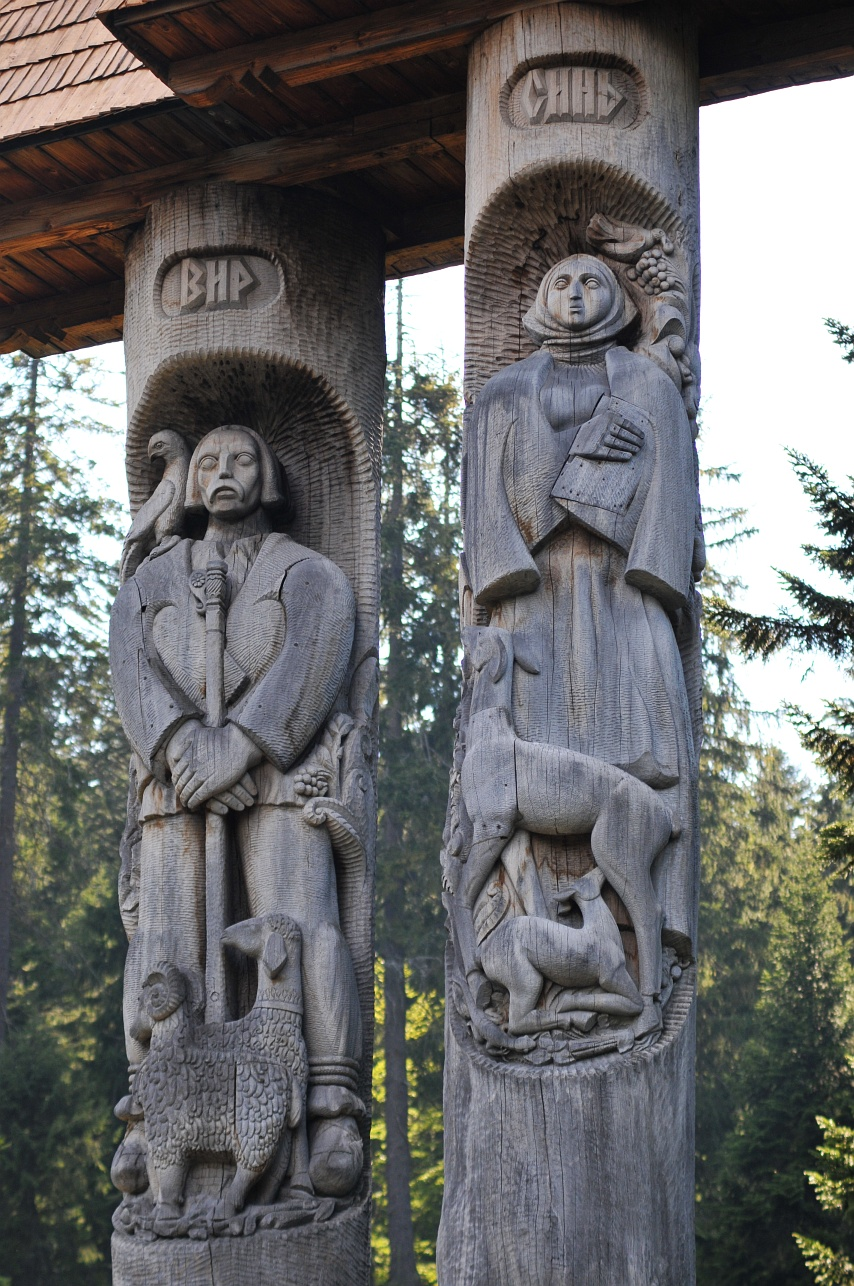
Sen e Ver
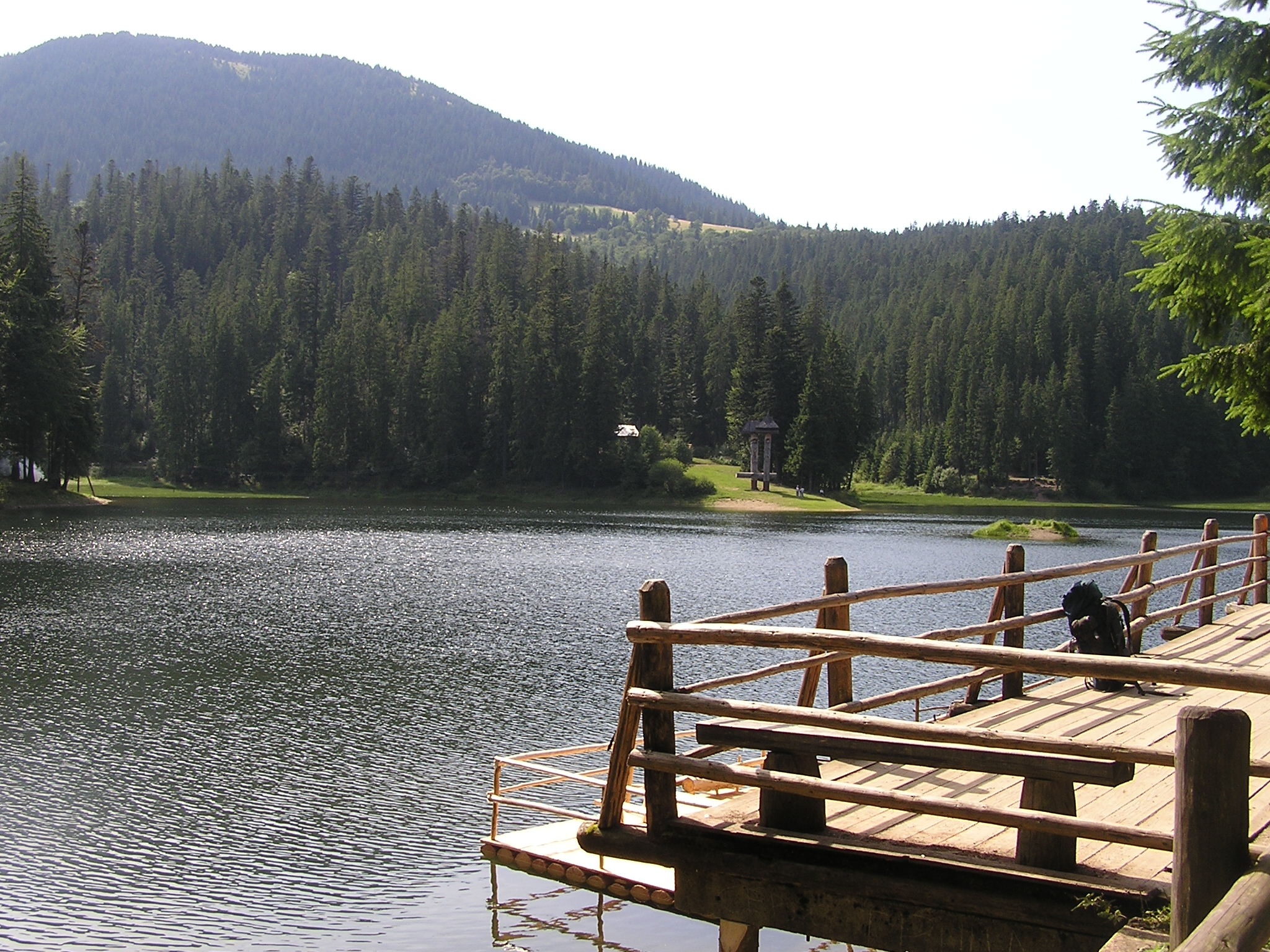
Piattaforma di osservazione sulla riva
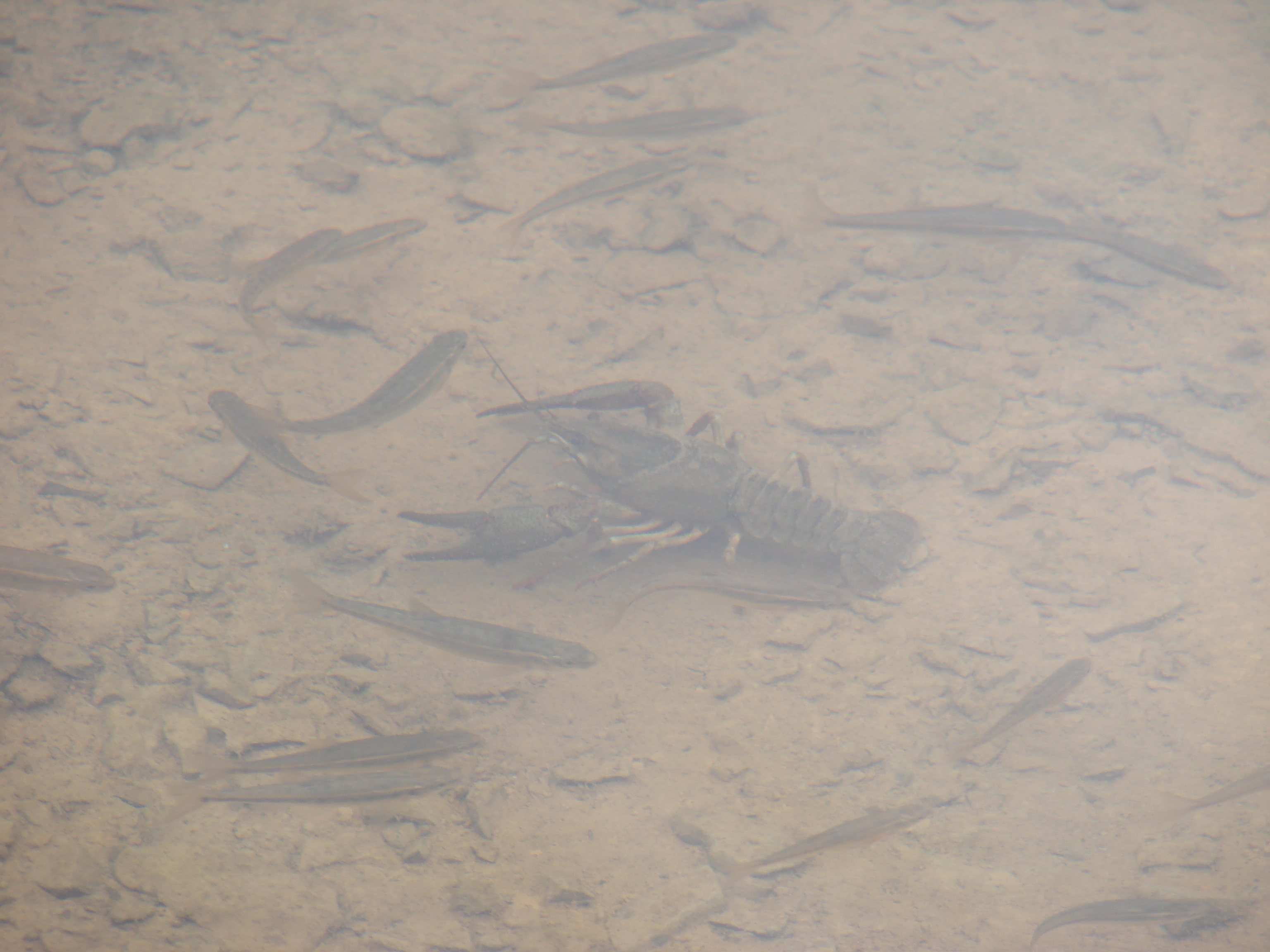
Patate di gamberi e trote sul fondo del lago
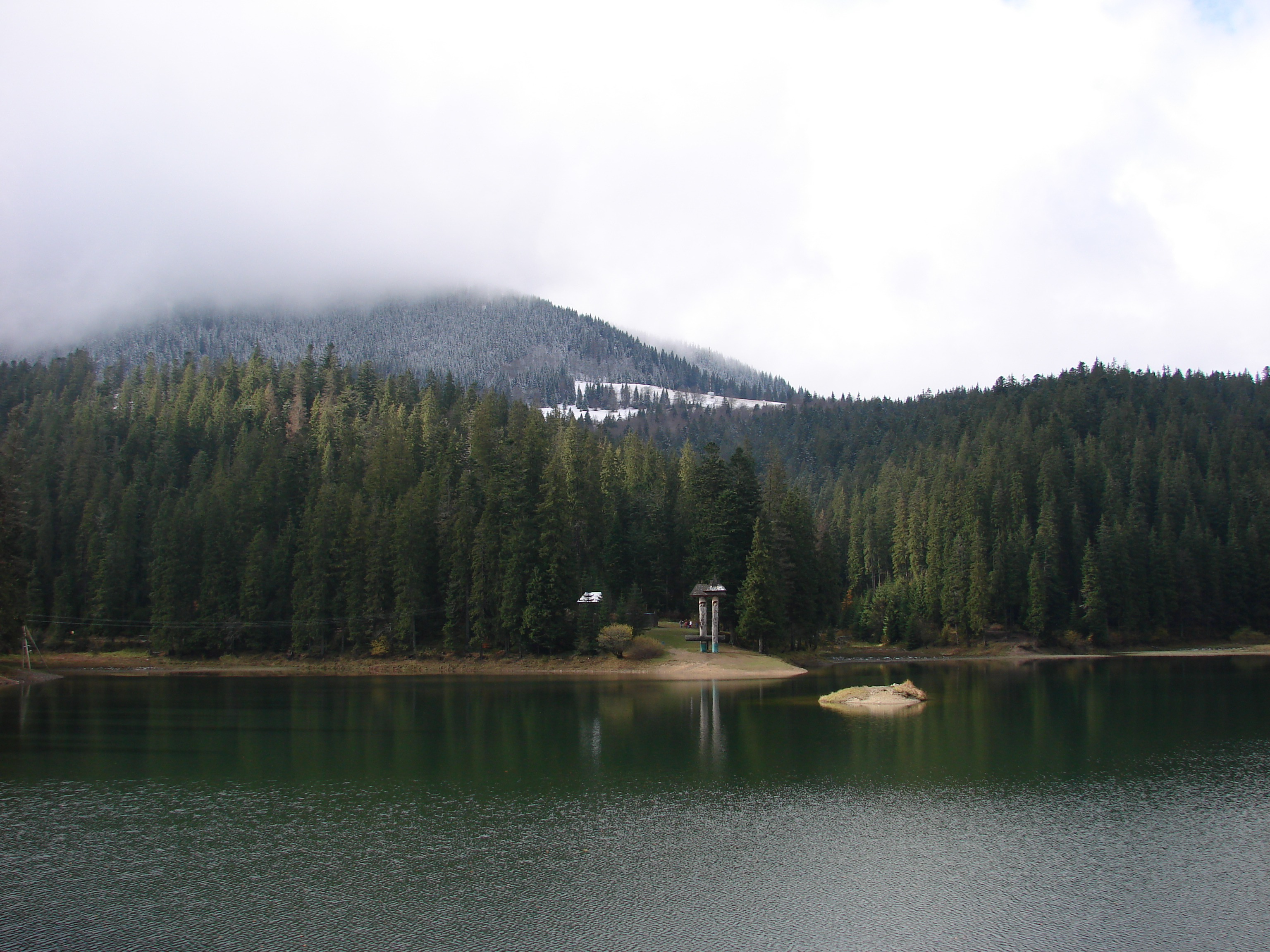
A sinistra   - monte Ozern coperto di nuvole (1495 m)
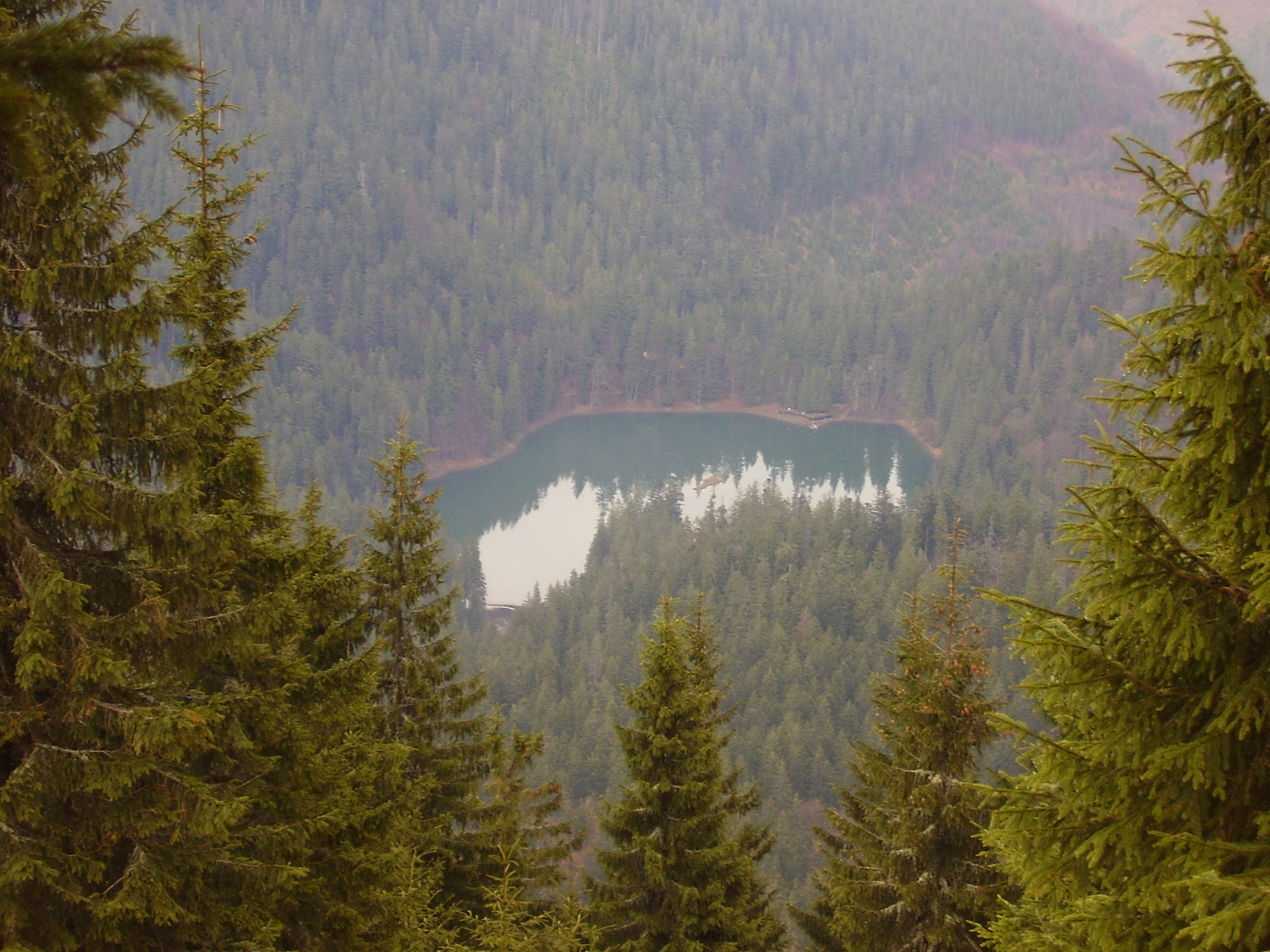
Synevyr. Vista dal Monte Ozirnyy Verkh (Ozernaya)
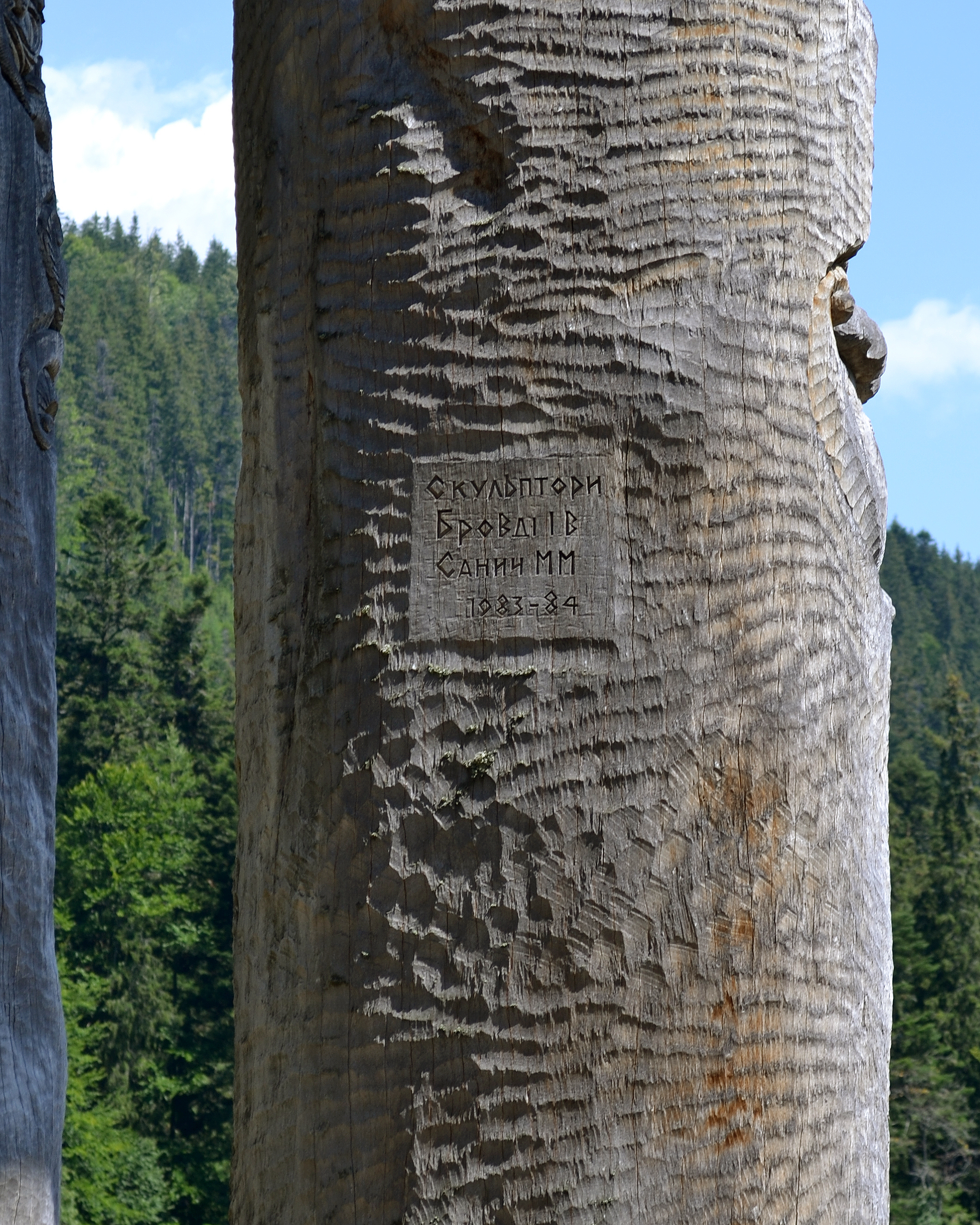
Gli autori della scultura "Blue and Whirlpool": Brody Ivan Vasilyevich e Sanich Mikhail Mikhailovich
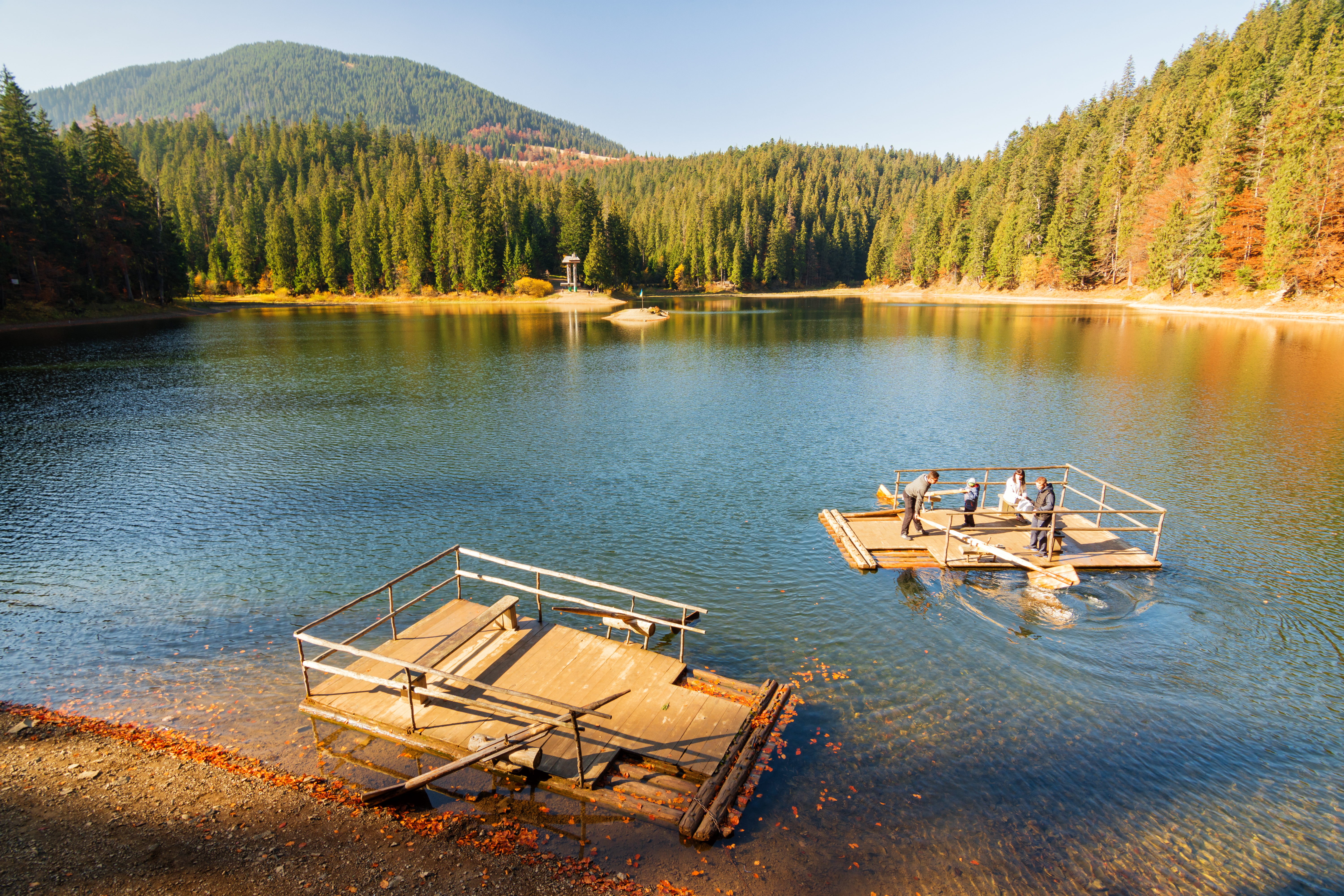
Lago in autunno